# Pierre Bouet
Pour les articles homonymes, voir Bouet.
Pierre Bouet est un universitaire français, spécialiste des historiens normands et anglo-normands de langue latine (Xe - XIIe siècles), né le 19 juillet 1937 à Caen.

## Biographie
Agrégé de Lettres classiques en 1969, il commence sa carrière au Lycée de Deauville. En 1970, il est nommé assistant de latin à l'Université de Caen Basse-Normandie. Il y enseigne le latin médiéval jusqu'en 2002. En 1994, il fonde l’Office universitaire d’Études normandes (OUEN), dont il sera le premier directeur, de 1995 à 2001. À la retraite, il est aujourd'hui maître de conférences honoraire et directeur honoraire de l’Office universitaire d'Études normandes.

## Publications

### Ouvrages
- Guillaume le Conquérant et les Normands au XIe siècle, Charles Corlet, 1er janvier 2000, 172 p. (ISBN 978-2-84706-106-2)
- Hastings : 14 octobre 1066, Tallandier, 18 novembre 2010, 185 p. (ISBN 978-2-84734-627-5)
- Rollon : Le chef viking qui fonda la Normandie, Paris, Tallandier, coll. « Biographies », 2016, 320 p. (ISBN 979-10-210-1746-7)
- L'église Saint Pierre de Thaon, Nonant, Éditions OREP, 2019, 288 p.

### Ouvrages en collaboration
- François Neveux, Les évêques normands du XIe siècle : Colloque de Cerisy-la-Salle (30 septembre - 3 octobre 1993), Caen, Presses universitaires de Caen, 1995, 330 p. (ISBN 2-84133-021-4)
- Véronique Gazeau (préf. David Bates), La Normandie et l'Angleterre au Moyen Âge : Colloque de Cerisy-la-Salle (4-7 octobre 2001), Caen, Publications du CRAHM, 2003, 364 p. (ISBN 2-902685-14-9, lire en ligne)
- Pierre Bouet et François Neveux, Les Normands en Méditerranée : dans le sillage des Tancrède : actes du colloque de Cerisy-la-Salle (1992), Caen, Presses Universitaires de Caen, 15 janvier 2002, 288 p. (ISBN 2-84133-156-3)
- Pierre Bouet, Henry Decaëns, Véronique Gazeau, Vincent Juhel, Jacques Le Maho, François Neveux et Jean-Baptiste Vincent, L'Âge d'or des abbayes normandes : 1066-1204, Rouen, Point de vues, 2017, 256 p. (ISBN 978-2-37195-020-7)
- Pierre Bouet, Olivier Desbordes, Mont-Saint-Michel : enluminures et textes fondateurs, Rennes, Ouest-France, 2018, 168 p.
- Pierre Bouet, François Neveux, La Tapisserie de Bayeux: révélations et mystères d'une broderie du Moyen Âge, Rennes, Ouest-France, 2018, 240 p.
- Pierre Bouet, François Neveux, L'épopée des Normands, Rennes, Ouest-France, 2022, 324 p.